# Borrala dorrigo
Borrala dorrigo är en spindelart som beskrevs av Gray och Smith 2004. Borrala dorrigo ingår i släktet Borrala och familjen Stiphidiidae.
Artens utbredningsområde är New South Wales. Inga underarter finns listade.